# Franz Josef Birnbaumer
Franz Josef Birnbaumer (* 6. Februar 1904 in Hard; † 25. Dezember 1973 ebenda) war ein österreichischer Politiker (ÖVP) und Buchhalter. Er war Bürgermeister von Hard und von 1949 bis 1964 Abgeordneter zum Vorarlberger Landtag.

## Ausbildung und Beruf
Nach dem Besuch der Volksschule in Hard absolvierte Birnbaumer ein Jahr lang das Staatsgymnasium Bregenz und danach zwei Jahre die Handelsschule Lustenau. Er arbeitete zwischen 1919 und 1921 als Schreibkraft beim Vorarlberger Volksblatt und war im Anschluss von 1921 bis 1936 als Buchhalter bei der Firma Kinz & Röbelen in Bregenz beschäftigt. Er arbeitete danach von 1938 bis 1939 als Buchhalter bei der Firma Johann Schwärzler KG in Hard und blieb seinem bisherigen Beruf auch treu, als er 1939 für die Firma Josef Pircher in Bregenz zu arbeiten begann. Er war hier ab den 1950er Jahren auch Prokurist und wurde des Weiteren 1945 vom Finanzamt als Helfer in Steuersachen zugelassen. Zudem arbeitete er nebenberuflich ab 1946 gewerberechtlich als Buchsachverständiger.

## Politik und Funktionen
Birnbaumer war lokalpolitisch von 1934 bis 1938 als Mitglied der Gemeindevertretung aktiv und hatte vom 2. Juli 1936 bis zum 12. März 1938, dem Tag des „Anschlusses“ das Amt des Bürgermeisters inne. Er war danach von 1945 bis 1970 neuerlich Mitglied der Gemeindevertretung von Hard und fungierte vom 2. Mai 1945 bis zum 15. April 1947 wieder als Bürgermeister. Des Weiteren war er von 1945 bis 1947 und von 1955 bis 1970 Mitglied des Gemeinderates und von 1960 bis 1970 Vizebürgermeister. Innerparteilich wirkte er von 1949 bis 1964 als Mitglied der Landesparteileitung der ÖVP Vorarlberg, war von 1950 bis 1964 Mitglied des Landesparteirates der ÖVP Vorarlberg und Mitglied der Finanzprüfung der ÖVP Vorarlberg. Des Weiteren war er ab 1960 Mitglied im Landesgruppenvorstand des ÖAAB. Als Abgeordneter des Wahlbezirkes Bregenz war er vom 25. Oktober 1949 bis zum 28. Oktober 1964 Abgeordneter zum Vorarlberger Landtag, wobei er Mitglied im Finanzausschuss und bis 1959 Mitglied im Landwirtschaftlichen Ausschuss war.
Birnbaumer war des Weiteren im Casino des Katholischen Arbeitervereins aktiv, wirkte ab 1939 als Mitglied und Obmann des Kirchenbeirates von Hard und war
Obmann des Kuratoriums der Landesfeuerversicherung, Vorstandsmitglied der Raiffeisenkasse Hard und Mitglied des Kirchenchores.

## Privates
Franz Josef Birnbaumer war der Sohn des Frächters Wilhelm Birnbaumer (1874–1910) und dessen Gattin Ottilia Birnbaumer, geborene Hermann (1871–1910), wobei seine Eltern am selben Tag im Jahr 1910 verstarben. Birnbaumer heiratete am 15. Juni 1936 Paula Schneider (1906–1982) und wurde Vater von drei Söhnen und zwei Töchtern, die zwischen 1938 und 1947 geboren wurden. Er litt unter einer angeborenen Körperbehinderung, weshalb er nie zum Militär eingezogen wurde.

## Auszeichnungen
- Silbernes Ehrenzeichen des ÖAAB (1954)
- Ehrenring der Marktgemeinde Hard (1972)